# 博尔达达马塔
博尔达达马塔是巴西米纳斯吉拉斯州的一个市镇。总面积300.081平方公里，总人口14892人，人口密度49.6人/平方公里。